# Земледелие без вспашки
Земледелие без вспашки — один из методов органического садоводства. Одним из первопроходцев был Масанобу Фукуока с 1938 года, давший толчок развитию пермакультуры. Этот метод также пропагандировали австралийка Эстер Дин и американка Рут Стоут в книге «Садоводство без труда» (Gardening Without Work).
Этот метод принимает во внимание то, что все микро- и макро- биоорганизмы составляют пищевую цепочку в почве, необходимую для нормального обмена питательными веществами. Растения производят углерод для почвы, где происходит её минерализация вследствие чего растения и развиваются.

## История
Причинами для вспашки земли были: удаление сорняков, аэризация почвы и её удобрение в нижних слоях. Рыхлой почве с высокой эрозией крайне противопоказана глубокая вспашка, так как она нарушает естественный обмен веществ в верхнем плодоносном слое. В то время как вспашка хороший способ для удаления сорняков, она может стать причиной того, что семена будут долго оставаться глубоко под землёй и пройдёт много времени прежде чем они достигнут верхнего слоя. Глубокая вспашка разрушает утрамбовкой пористую структуру почвы, нарушает равновесие симбиотических связей, смешивает плодородный верхний слой с нижним, затрудняя доступ воды и кислорода к корням, что мешает процессу разложения и образования питательных веществ. Вспашка традиционно используется в странах со старыми, глубокими и тучными почвами: например в Западной Европе, с периодичным севооборотом.

## Методы
Вспашка заменяется на неглубокую культивацию. Органический материал (перегной, компост, удобрения из листьев и грибов, старой соломы и т. д.) добавляется в почву на глубину 5-10 сантиметров, где дальше образованию питательных веществ помогают черви, насекомые и микроорганизмы. Черви роют туннели, через которые кислород и вода поступает к корням (аэрация и дренаж), а их выделения слепляют мелкие частицы почвы. Эта природная биосфера хорошо сохраняется, и однолетние растения питаются от верхнего плодородного слоя. Влага лучше удерживается под мульчей чем на голой земле, и так земля получает больше питательных веществ.
Мульчирование слоями — метод земледелия, при котором внизу почвы находятся мокрая бумага или картон, компост посередине, и мульча на самом верху.

### Список литературы
- Dean, Esther. Esther Dean's Gardening Book: Growing Without Digging (англ.). — Harper and Row, 1977.
- Dean, Esther. No-Dig Gardening & Leaves of Life (неопр.). — HarperCollinsPublishers, 1994. — ISBN 0-7322-7099-5.
- Gillbert, Allan. No-Dig Gardening (неопр.). — Alphabet book, 2003. — ISBN 0-7333-0941-0.